# Locus (журнал)
«Locus» — ежемесячный американский журнал, с подзаголовком «Журнал о жанрах научной фантастики и фэнтези».

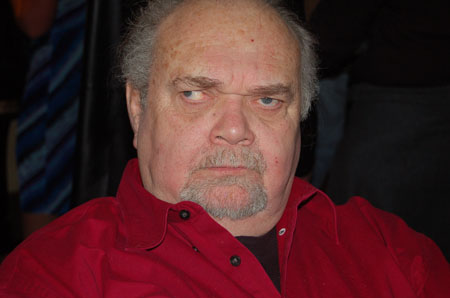
Чарльз Н. Браун

Основан как фэнзин в 1968 году критиком Чарльзом Н. Брауном с несколькими товарищами. С 1983 года стал квалифицироваться как семипрозин. Он рассказывает о литературной индустрии научной фантастики и фэнтези, включая аннотированную библиографию новых книг, опубликованных по тематике.
Журнал выпускается в городе Окленд (штат Калифорния). Браун был издателем и главным редактором Локуса вплоть до смерти в 2009 году, после чего его сменила Лиза Гройн Тромби.

## Локус публикует
- Новости об изданиях в жанре научной фантастики, фэнтези и хоррора — истории об издателях, премиях и конференциях — включая «Файл Данных», «Люди и Публикации» (продажа прав, продажа книг, перепродажа книг, доставка книг, публикация новостей, рекламные акции по продвижению продукции; фотографии и новости об отпусках, свадьбах и рождениях), а также «Некрологи».
- Интервью с известными людьми и подающими надежду писателями (а также временами с редакторами и художниками), обычно по два в каждом выпуске.
- Пишет о новых и ожидаемых книгах. Обыкновенно 20-25 в каждом номере. Рецензентами научной фантастики выступают Гэри К. Вулф, Фарен Миллер, Ник Геверс, Джонатан Страхан, Дамиен Бродерик, Рассел Лентсон и Каролин Кушман. Плюс короткие обзоры художественной литературы пишут Ник Геверс и Рич Хортон.
- Сообщает о событиях мирового масштаба в фантастике разных стран.
- Библиографию книг США и Великобритании, журнальных изданий (каждый месяц), бестселлеров (каждый месяц) и книг, ожидаемых в продажу (каждые 3 месяца).
- Репортажи с конвентов с большим количеством фотографий.
- Ежегодная сводка освещения в печати с исчерпывающим списком рекомендованного к прочтению и ежегодного анкетирования и опроса общественного мнения Локус.
- Письма и объявления.

## Премии и награды
- Журнал вручает Премию Локус (премию в области научной фантастики и фэнтези).
- В 1970—1978 и 1980—1983 журнал получал Премию Хьюго за лучший фэнзин, а в 1984—1992, 1997—2004, 2006—2008 и 2012 — за лучший семипрозин.